# Alastuwo (Poncol)
Alastuwo is een bestuurslaag in het regentschap Magetan van de provincie Oost-Java, Indonesië. Alastuwo telt 3824 inwoners (volkstelling 2010).